# Fuente de la Paciencia (Soria)
La Fuente de la Paciencia, es una pequeña fuente que se encuentra en la ciudad española de Soria, a los pies del Parque del Castillo junto a las Márgenes del Duero. 

## Historia
Situada en las faldas del Castillo y muy cerca del Duero, la Fuente de la Paciencia era llamada así por el fino hilo de agua procedente de un manantial. Los paseantes que bebían de ella acostumbraban a colocar una hoja de los chopos cercanos a modo de caño para dirigir el agua.
En 2015 se restauró dentro de las obras de la nueva pasarela volada que recorre las Siete Curvas para unir las Márgenes del Duero con el Parque del Castillo debido al estado de deterioro en el que se encontraba. Además de convertirse en punto de partida de la nueva pasarela, se ha dotado al lugar de una pequeña zona de estancia con un banco labrado en arenisca como el resto de la fuente.

## Descripción

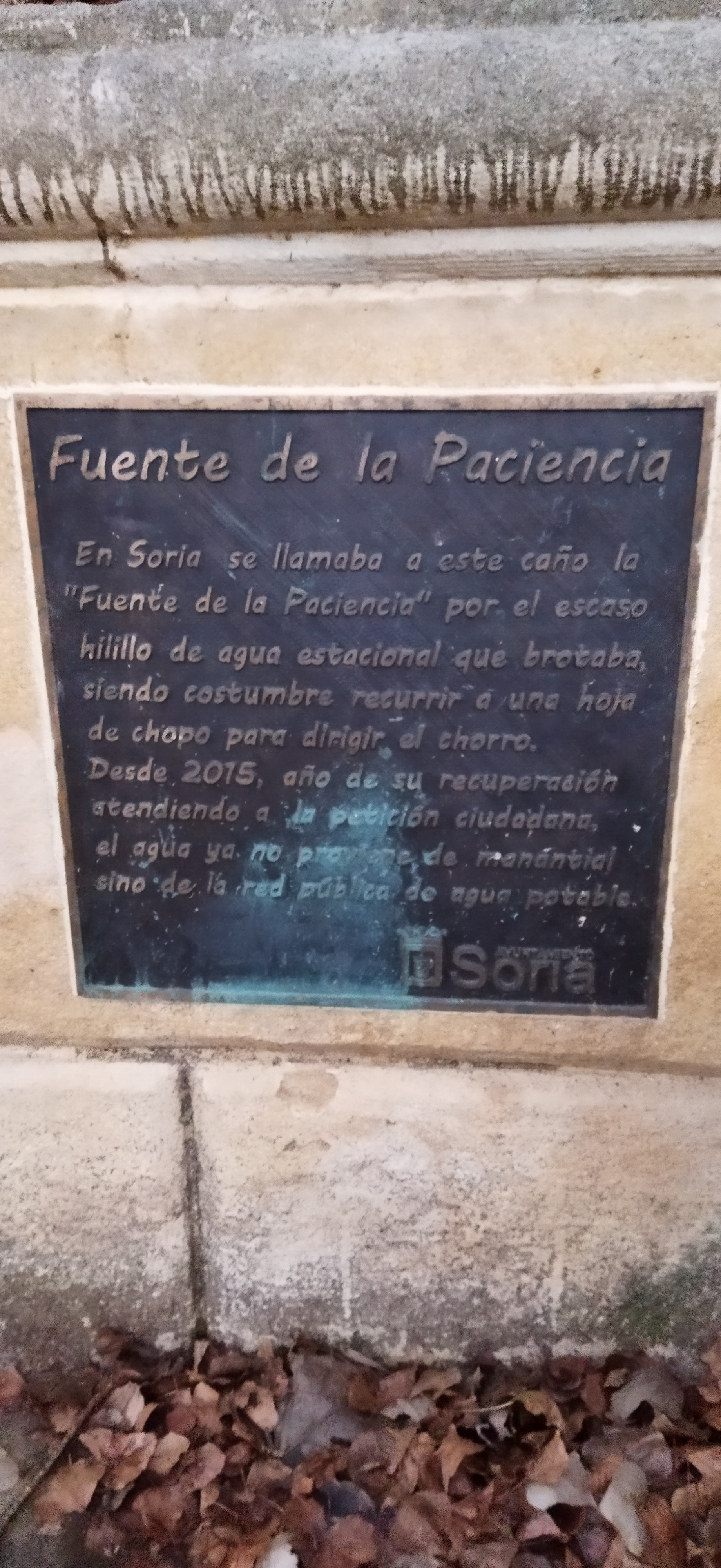
Placa en la fuente

Antes de su restauración, la fuente contaba con una arqueta para la recogida del agua proveniente del manantial donde se localizaba el caño y una pila de arenisca que se encontraba rota y de la que solo quedaban restos. En 2015 se restauró creando un muro de grandes sillares rematado por una moldura lisa. Sobre el muro se colocó la nueva pantalla monolítica en la que se encuentra el caño de bronce con forma de hoja rodeado de un fino relieve circular. El agua se vierte sobre la pila recuperada.